# Gratiola pilosa
Gratiola pilosa là một loài thực vật có hoa trong họ Mã đề. Loài này được Michx. mô tả khoa học đầu tiên năm 1803.